# Krenosmittia brevitarsis
Krenosmittia brevitarsis är en tvåvingeart som först beskrevs av Freeman 1953.  Krenosmittia brevitarsis ingår i släktet Krenosmittia och familjen fjädermyggor.
Artens utbredningsområde är Zimbabwe. Inga underarter finns listade i Catalogue of Life.